# アゼルバイジャン国営石油会社
ソカーまたは
ソカール（英語: State Oil Company of Azerbaijan Republic、略称 SOCAR 、アゼルバイジャン語: Azərbaycan Respublikası Dövlət Neft Şirkəti）は、アゼルバイジャンの石油会社。アゼルバイジャン政府の100%出資会社であるため、日本ではアゼルバイジャン国営石油会社とも表記される。

## 概要
- 1992年9月に設立。

## 海外展開等
- 2018年5月、JOGMECと石油・天然ガス分野における協力覚書を締結。[3]。
- 2018年10月、トルコイズミル県にスター製油所を開設。[4]。